# باري لاركن (لاعب كرة قاعدة)
باري لاركن (بالإنجليزية: Barry Larkin)‏ هو لاعب كرة قاعدة أمريكي، ولد في 28 أبريل 1964 في سينسيناتي في الولايات المتحدة.

## وصلات خارجية
- باري لاركن على موقع دوري كرة القاعدة الرئيسي (الإنجليزية)
- باري لاركن على موقعبيزبول رفرنس.كوم (الدوري الرئيسي) (الإنجليزية)
- باري لاركن على موقعبيزبول رفرنس.كوم (الدوري الثانوي) (الإنجليزية)
- باري لاركن على موقع إي إس بي إن.كوم (أم.أل.بي) (الإنجليزية)
- باري لاركن على موقع مشجعي الرسوم البيانية (الإنجليزية)
- باري لاركن على موقع قاعة مشاهير كرة القاعدة (الإنجليزية)
- باري لاركن على موقع أوليمبيديا (الإنجليزية)